# 社會主義工人黨 (美國)
社會主義工人黨（英語：Socialist Workers Party，缩写为SWP）是美國的一个共产主义政党。该党成立于1938年1月。

## 历史
1928年10月，美国共产党中的一些支持托洛茨基的成员脱党，另行组建美国共产主义联盟。1934年12月，美国共产主义联盟与1933年成立的美国工人党（American Workers Party）合并为美国工人党（Workers Party of the United States）。1936年，美国工人党因许多成员决定“打入”美国社会党而解散。加入美国社会党的美国工人党前成员出版报纸《社会主义呼吁》，组成“社会主义呼吁倾向”。1938年，由于与其他美国社会党成员的分歧，“社会主义呼吁倾向”退出美国社会党，另行组建社会主义工人党。
1948年起，该党屡次提名候選人參選美國總統。1976年，该党提出“权利法案社会主义”。
社会主义工人党原为第四国际同情组织，曾是世界上最重要的托洛茨基主义政党。1980年代中期，该党与第四国际的关系破裂，并放弃托洛茨基主义意识形态，转而亲近和支持菲德尔·卡斯特罗领导的古巴，后于1990年正式退出第四国际。
在1980年代一部分反对该党的政治转向的成员被开除或主动退出。他们中的一部分组成第四国际主义倾向。
该党办有探路者出版社和探路者书店，發行週報《战斗者》。該黨和一些退出第四国际的前托派团体组成了国际组织探路者倾向。该党一直积极支援各地罷工。
在2024年美国总统选举中，该党提名拉谢尔·弗鲁特为总统候选人。

## 历任全国书记
- 詹姆斯·坎农（1938年—1953年）
- 法雷尔·多布斯（英语：Farrell Dobbs）（1953年—1972年）
- 杰克·巴恩斯（1972年至今）